# Movimento Chama de Amor
A Chama de Amor (em húngaro: Szeretetláng) é um movimento espiritual católico mundial fundado na Hungria após as revelações privadas recebidas por Elizabeth Kindelmann. Tem por objetivo a divulgação e implementação dos ensinamentos marianos registrados no chamado "Diário Espiritual da Chama de Amor".

## A vida e os primórdios da fundadora
Kindelmann Károlyné Erzsébet Szántó, conhecida simplesmente como Elizabeth Kindelmann (Kispest, 6 de junho de 1913 – Törökbálint, 11 de abril de 1985), era a décima terceira filha do casal József Szántó e Júlia Erzsébet Mészáros, após o nascimento de seis pares de gêmeos. Ela foi batizado na paróquia principal de Kispest em 13 de junho. No ano de 1925, todos os seus pais e irmãos (nove de seus irmãos morreram em uma epidemia de gripe, um de difteria e dois em um acidente) haviam morrido. Aos 11 anos, ela teve que construir sua vida sozinha.
Depois de muitas dificuldades e provações na infância, o pároco da paróquia de Cristo Rei notou sua bela voz e recomendou que Elizabeth se juntasse ao coral da paróquia. Ali, ela conheceu Károly Kindelmann, um viúvo 35 anos mais velho que ela, que era terciário franciscano. O homem a pediu em casamento e eles se casaram no dia 25 de maio de 1931. Eles tiveram seis filhos entre 1932 e 1942. Toda a família ajudava os necessitados, vivia uma vida de oração, frequentava regularmente a missa e rezava o terço. Károly Kindelmann faleceu no domingo de Páscoa, 25 de abril de 1945, às 15h. Naquela época, Elizabeth tinha 32 anos.
Em 1946, tornou-se terciária na Ordem do Carmo na Rua Huba, em Budapeste, sob o nome religioso Jolánta, em homenagem a Nossa Senhora do Carmo. A partir de 1948, devido à "lista B" e à "atitude clerical" (ela professou abertamente sua fé católica, matriculou seus filhos na educação religiosa e se recusou a assinar a petição contra o príncipe-primaz József Mindszenty), novos julgamentos aguardavam toda a família. Em 1961, todos os seus filhos se tornaram independentes, e naquele ano ela recebeu o "Mandato Celestial". De 13 de abril de 1962 até sua morte, ele recebeu revelações de Jesus e da Virgem Maria na forma de locuções interiores, as quais registrou em seu diário espiritual.
De 1962 a 1963, ela construiu um eremitério, o Kisház, com suas próprias mãos, com a ajuda de um ou dois artesãos voluntários, na parte do jardim pertencente à sua casa em Budapeste (Pesthidegkút), que pertencia a uma de suas filhas. Tinha uma área construída de 16 m2. Com exceção de um frio intenso, ela viveu neste lugar, orou e teve muitas revelações. Olhando da entrada, à direita, a 3-4 metros de distância, ficava uma pequena caverna (gruta) de Lourdes, com uma estátua da Virgem Maria esculpida em granito e um pequeno jardim simples em frente a ela. Elizabeth rezava à noite e de manhã cedo, e durante o dia cuidava de sua família. Após sua morte em 1985, sua filha, que morava na casa de seus pais, demoliu a casinha, junto com a gruta de Lourdes, por razões desconhecidas, e até mesmo apagou seus vestígios.
Entretanto, a espiritualidade da Chama de Amor continuou a se espalhar. Já na vida de Elizabeth, a expiação comum começou — no âmbito de uma hora de oração comum — em lares e igrejas, famílias e grupos de oração. Em 1984, na presença de seu último diretor espiritual, um pequeno grupo de fiéis partiu pela primeira vez para "acender a Chama de Amor". Eles foram chamados para as paróquias de várias cidades e vilas do país, e mais e mais pessoas se juntaram a eles.
Hoje, milhares de pessoas em centenas de grupos de oração realizam expiação no espírito da Chama de Amor. O livreto "Hora da Oração Expiatória" também os ajudam nisso.
Elizabeth morreu em 11 de abril de 1985 em Törökbálint, em um quarto cedido por seus apoiadores. Está sepultada em Érd-Ófalu, a 20km de Budapeste. Uma capela foi construída no local de sua morte em homenagem à Rainha da Chama de Amor, sendo concluída no verão de 1997, após 11 anos de preparação e um ano de construção. Uma relíquia de Santa Faustina foi colocada no altar da capela.

## O Diário Espiritual da Chama de Amor
Elizabeth Kindelmann sempre vivenciou as mensagens e os ensinamentos da Chama de Amor "dentro" de sua alma. Apesar disso, ela sabia claramente quem estava falando e até "viu" se o olhar de Jesus e Maria eram tristes ou alegres. A literatura mística chama esse fenômeno de visão intelectual. É chamada de aparição mariana porque a graça da Chama de Amor foi concedida à Mãe de Deus pelo Pai Celestial. Elizabeth escreveu as mensagens celestiais a pedido do Senhor Jesus e, às vezes, da Virgem Maria.
As mensagens da Chama de Amor estão contidas principalmente em 4 diários A/4 (3 encadernados em espiral, 1 com capas na lombada). Após a morte de Elizabeth, os quatro diários foram para o seu último diretor espiritual, que em 1992 os enviou ao bispo de Székesfehérvár, Nándor Takács, para investigação. Depois de três anos, uma filha espiritual de Elizabeth trouxe os diários do bispo, que ela ainda guarda em sua comunidade, sob a supervisão de um padre. Elizabeth também fez uma cópia dos três primeiros volumes do caderno espiral do diário. Este foi o quinto diário que chegou a uma pianista chamada Mirjam.
O diário não foi mantido continuamente, por exemplo a oração da Chama de Amor a ser recitada na Ave-Maria dada em 1962 foi escrita somente em 1983. Algumas mensagens e ensinamentos não foram escritos, os quais Elizabeth relatou como comunicações celestiais durante suas conversas com seus colegas. Algumas delas foram registradas por eles, no livro "No Calor do Amor", dentre outros meios.
O Diário da Chama do Amor pode ser lido em mais de vinte idiomas. Como resultado das mensagens registradas no diário, movimentos espirituais foram criados em todo o mundo, com a aprovação de bispos e cardeais. De acordo com o diário, Nossa Senhora pede orações e sacrifícios para o derramamento da Chama de Amor, e que o dia de Nossa Senhora da Candelária seja celebrado no espírito da Chama de Amor nos oito santuários mais populosos do país e no coração do país, em quatro igrejas dedicadas a Nossa Senhora. Este pedido foi atendido pela primeira vez em 2 de fevereiro de 2011, festa da Bem-Aventurada Virgem Maria da Candelária.

### Detalhes do Diário da Alma
Mensagens da Virgem Maria:
"Minha filha! Aceite esta Chama que lhe ofereço primeiro. Esta é a Chama de Amor do meu Coração. Acenda a sua com ela e passe-a adiante!"
"Com esta Chama cheia de graça, que Eu vos dei do Meu Coração, indo de coração em coração, acendei o fogo de todos e a sua luz cegará Satanás. Este é o fogo do amor unificador. Eu salvei você unindo forças com você. Quero lhe dar uma nova ferramenta. Eu imploro, por favor, aceite isso com compreensão..."
– 13 de abril de 1962.
"Eu, o Belo Raio da Aurora, cegarei Satanás!"

– 19 de maio de 1963.

## A internacionalização do movimento
Em 4 de agosto de 1963, Elizabeth recebeu um chamado espiritual para entregar a mensagem e o dom da Santíssima Virgem às autoridades. Ela foi assistida e acompanhada em sua primeira viagem a Roma, em 17 de fevereiro de 1976, por seu confessor, István Kosztolányi, professor da Academia de Teologia de Budapeste, e pelo camareiro papal Ernő Fuhrmann, para apresentar a mensagem e a essência da Chama do Amor ao Papa Paulo VI e aos cardeais que vivem em Roma. Antes de partir, Elizabeth teve que jejuar a pão e água durante quarenta dias, a pedido do Senhor Jesus. Em Roma, o conhecido e respeitado prelado István Mester guiou os peregrinos. O pontífice aceitou os escritos ditados por Elizabeth em Roma, solicitou um material adicional e o entregou a quarenta cardeais, incluindo László Lékai, que estava em Roma na época.
Na década de 1940, o frade jesuíta Gábor Róna foi enviado por sua ordem para estudar na América do Sul. Entretanto, após a dissolução das ordens em 1950, o jovem padre permaneceu no Equador. Em 1980, ele visitou sua casa e encontrou um livreto sobre a Chama de Amor. Ele sentiu-se motivado a traduzir o diário para o espanhol. Isso aconteceu nos últimos anos de seu serviço no Equador (1985-86). Sob sua influência, multidões se juntaram à Chama de Amor no Equador, México, Argentina, Chile, Costa Rica, Cuba, Peru, El Salvador, Uruguai, Porto Rico, Flórida nos EUA, e no Brasil. Vários grupos de oração também foram estabelecidos no Canadá, e por meio deles, grupos da Chama do Amor também foram formados na África Francesa.
Em 1996, o cardeal equatoriano Bernardino Echeverria Ruíz escreveu à Santa Sé solicitando a aprovação eclesiástica do Movimento Chama de Amor. Em sua resposta de 1997, a Secretaria de Estado Papal falou positivamente sobre os objetivos do movimento espiritual Chama de Amor.
A primeira Conferência Internacional Chama de Amor foi realizada na Cidade do México de 12 a 25 de julho de 1999, presidida pelo cardeal Bernardino Echeverria Ruíz, então líder internacional do Movimento de Espiritualidade Chama de Amor, encomendado pela Santa Sé. A conferência contou com a presença de convidados de cinco países. Desde então, a reunião é realizada anualmente.
O Movimento Chama de Amor está agora espalhado por todo o mundo, especialmente na América do Sul, mais notavelmente no Brasil, onde há grupos de oração da Chama do Amor em mais de 120 cidades e vilas. Em 2002, o encontro mundial também foi realizado aqui.
Imre Zsoldos, um religioso verbita e professor público na Universidade de Taiwan, passou um mês na Hungria após 25 anos de trabalho missionário. Foi então que ele conheceu Elizabeth, a fundadora do movimento mundialmente famoso Chama de Amor, na pequena casa que ela mesmo construiu em Pesthidegkút. O encontro teve um grande impacto sobre ele. Posteriormente, ele traduziu o diário da Chama de Amor para o mandarim, que passou por várias edições, enriquecendo a vida espiritual de muitos cristãos chineses.

## Aprovação eclesiástica do movimento na Hungria
Na Hungria, em 5 de junho de 2009, o cardeal Péter Erdő aprovou o movimento:
Com estas linhas, instituo a Associação Movimento Chama de Amor do Imaculado Coração de Maria como uma associação eclesiástica privada de fiéis de Cristo, com personalidade jurídica na Arquidiocese de Esztergom-Budapeste. Ao mesmo tempo, aprovo o regulamento da associação, adotado em 15 de agosto de 2008, em São Paulo, Brasil, e aprovado em 11 de dezembro de 2008, na Arquidiocese de Hermosillo, México, para o território da arquidiocese. Peço a Deus abundantes bênçãos para a vida e o trabalho da associação. Que seu funcionamento sirva à renovação espiritual do nosso país!

– Decreto de Aprovação n.º 494-1/09
Em 6 de junho (aniversário de Elizabeth Kindelmann), o 10.º Encontro Nacional da Chama de Amor foi realizado na Paróquia Coração de Jesus em Kispest, onde o cardeal Péter Erdő anunciou a aprovação do "Movimento Chama de Amor do Imaculado Coração de Maria":
O Diário Espiritual da iniciadora do Movimento Chama de Amor, Elizabeth, será publicado em breve – em versão editada – com aprovação eclesiástica. A aprovação não significa que autenticaremos solenemente o fato de qualquer revelação privada. No entanto, significa que o conteúdo das mensagens incluídas na publicação corresponde às verdades da fé católica. … Como o Movimento Chama de Amor se espalhou pelo mundo nas últimas décadas, comunidades de oração foram formadas no Brasil, México e até mesmo em Taiwan, e associações privadas de fiéis foram aprovadas pelo bispo local, é uma alegria especial para nós podermos também reconhecer esse movimento no berço dessa espiritualidade, em nosso país. A revisão teológica do Diário Espiritual levou muitos anos. Mantivemos contato com líderes e membros estrangeiros do Movimento. Ouvimos as opiniões de pastores que puderam testemunhar os frutos que essa espiritualidade traz à vida. Foi assim que chegamos a isso – "Acredito que seja a vontade da Providência – a ponto de podermos reconhecer o movimento também em nosso país."
Em 2010, a edição crítica completa do Diário Espiritual foi publicada pela Sociedade de Santo Estêvão com nihil obstat e imprimatur. O patriarca católico húngaro também escreveu um prefácio para o Diário Espiritual publicado, teologicamente verificado e autorizado, enfatizando que o movimento, "que opera com reconhecimento episcopal em inúmeras dioceses ao redor do mundo e também está vivo e bem em seu local de origem, aqui na Hungria, carrega autenticamente a espiritualidade católica e a veneração a Maria".

## Movimento Espiritual Chama de Amor
O Movimento Espiritual Chama de Amor é baseado nos Evangelhos, nos ensinamentos da Igreja e nos três "pilares" do Diário Espiritual de Elizabeth Kindelmann, sempre tendo em mente a orientação e as decisões da hierarquia da Igreja. Eles acreditam que a Chama de Amor é uma efusão de graça do coração da Virgem Maria, que a Mãe de Deus implorou ao Pai Celestial, que quebra o poder do espírito maligno, promovendo assim o crescimento espiritual do crente e fortalecendo-o no caminho da salvação (especialmente na hora de sua morte) e acelera o processo de sua purificação após a morte. Ao mesmo tempo, a Chama de Amor é o próprio Jesus Cristo.

### Metas e meios
Os objetivos do movimento, que eles veem como sendo alcançados através dos meios tradicionais da Igreja:
- A obtenção da santidade (baseada nas crenças católicas) e da união interior com Jesus. Seus meios incluem: recepção regular dos sacramentos, Santa Missa, adoração eucarística, cumprimento dos deveres do estado, oração, jejum, abnegação, sacrifício, controle dos desejos, controle da língua, silêncio, vigília pela libertação das almas que sofrem no purgatório e pela efusão da graça da Chama de Amor, prática das obras de misericórdia e oferta da própria vida.[12][13]
- A reevangelização da Hungria e do mundo inteiro. Seus meios incluem: oração regular do terço (aprimorada pela súplica universal da Chama de Amor), bom exemplo, apostolado pela salvação das almas e a santificação das famílias e dos sacerdotes.[12]
- A salvação das almas, a luta contra o mal, a reparação dos pecados de todas as pessoas através da expiação. Suas ferramentas incluem: arrependimento, humildade, obediência e confiança em Deus.[12]
- A vivência e manifestação do mistério do Imaculado Coração da Virgem Maria, isto é, o amor perfeito de Deus e da humanidade.[12]

### Associação
Um membro do Movimento Espiritual Húngaro da Chama de Amor é considerado membro mesmo sem registro se, além de praticar sua fé católica, aceitar as mensagens da Chama de Amor e, portanto, o credo, a pureza e o propósito do movimento, e se esforçar para torná-los realidade com seu exemplo de vida e, se possível, juntar-se à vida de uma comunidade húngara da Chama de Amor. Durante a implementação, o Rosário é rezado regularmente, individualmente ou em comunidade, pela "intenção salvadora de almas de Nossa Senhora" e a súplica universal da Chama de Amor é adicionada às Ave-Marias ou após as décimas desta forma:
"Ave-maria… rogai por nós pecadores e derramai sobre a humanidade inteira as graças eficazes de vossa Chama de Amor, agora e na hora da nossa morte! Amém."'"
ou no final dos décimos, após o Glória:
"Mãe de Deus, derramai sobre a humanidade inteira as graças eficazes de vossa Chama de Amor, agora e na hora da nossa morte! Amém."
O movimento professa que, dentro de sua estrutura, a expiação segundo os Corações de Jesus e Maria é realizada por aqueles que, levando em consideração sua saúde e condição, ocasionalmente ou regularmente jejuam e vigiam pela libertação das almas que sofrem no purgatório e pela efusão da graça da Chama de Amor.

### Atividade
A hora de oração para aqueles que aderem ao movimento começa com uma leitura espiritual, seguida do terço e outras orações. Nas igrejas, a Hora da Reconciliação geralmente é realizada antes da missa, com um terço comunitário e adoração ao Santíssimo Sacramento. Muitos lugares realizam vigílias noturnas mensais. O movimento organiza regularmente peregrinações a locais sagrados nacionais e estrangeiros, bem como congressos nacionais e internacionais.